# مارا-ساد

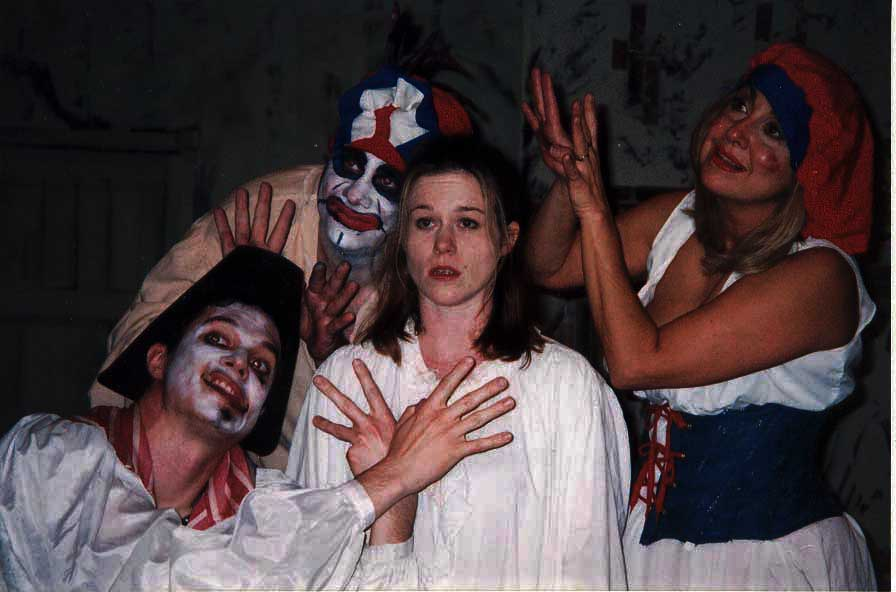
یکی از اجراهای نمایش

شکنجه و قتل ژان پل مارا، به‌نمایش درآمده توسط ساکنان تیمارستان شارانتون، به کارگردانی مارکی دوساد یا معمولاً به‌طور خلاصه مارا-ساد (به آلمانی: Marat/Sade) نمایش‌نامه‌ای است که توسط پتر وایس نوشته شده و نخستین بار در سال ۱۹۶۳ در آلمان منتشر شد. شیوه این با عنوان نمایش مستند شناخته شده و بسط و امتداد اندیشه نگره‌ای است که پیش از وایس توسط برتولت برشت و آنتونن آرتو ارائه شد.

## داستان
طبق این فراداستان، در سال ۱۸۰۸ و در تیمارستان شارنتون پاریس، مارکی دوساد که نویسنده است، نمایشنامه‌ای را کارگردانی می‌کند که بازیگران آن از بیماران روانی انتخاب شده‌اند. موضوع نمایشی که ساد به صحنه آورده، انقلاب فرانسه است که محتوا و شیوه اجرایی اش باعث شورش تماشاگران می‌شود. نمایشنامه ای که پیتر وایس نگاشته، مبتنی بر دو شخصیت واقعی و نمایشی است: شخصیت نخست، مارکی دوساد، عجیب‌ترین پدیده در سنت ادبیات فرانسه، و دیگر شخصیت عمده در نمایشنامه ژان پل مارا است. سیمای برجسته انقلاب فرانسه است. موضوع این نمایشنامه کاملاً تخیلی است و تنها بر این حقیقت تکیه دارد که ساد در مراسم تدفین مارا به یاد او سخنرانی کرد.

## اجراها
این اثر بارها و به زبان‌های مختلف روی صحنه رفته‌است. همچنین در سال ۱۹۶۷فیلمی با همین نام توسط پیتر بروک ساخته شد.

### آرش ساد
نمایش آرش ساد، بر اساس همین داستان و نیز متن آرش بهرام بیضایی با کارگردانی محمد رحمانیان در سال ۱۳۹۲ در تهران روی صحنه رفت. در این نمایش داستان توسط بیماران روانی و کارکنان بیمارستان روانپزشکی آزادی، ساعاتی پیش از تخریب کامل تیمارستان روایت می‌شود.
همچنین نمایش ماراساد توسط ایمان اسکندری در تالار حافظ بروی صحنه رفته‌است.

### چخوف ساد
نمایش چخوف ساد در تیر ماه ۱۴۰۱ بر اساس داستان هایی از آنتون چخوف و با نگاهی به نمایش مارا ساد به اجرا در خواهد آمد. این نمایش را محمد رحمانیان کارگردانی می کند. این نمایش را گروهی از بیماران بخش روانی بیمارستان نیمه مخروبه امید در مکان همین بیمارستان (بوتیک تئاتر ایران) با هدف تئاتر درمانی اجرا می کنند.